# Jònia

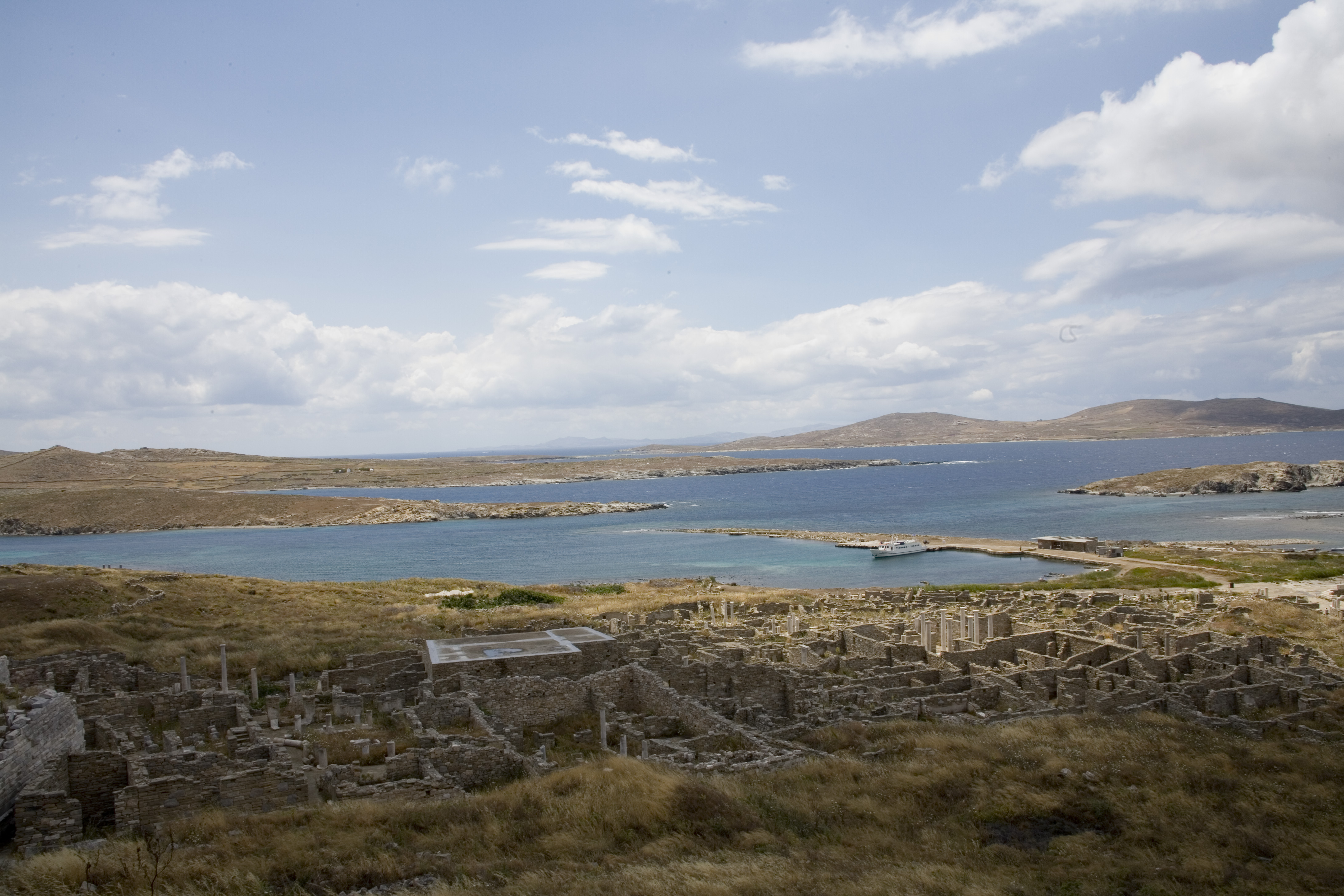
Ciutat de Delos

La Jònia (grec antic: Ἰωνία, llatí: Ionia; gentilici Ἴων i Ἰωνικός) era el territori habitat pels jonis, una de les principals races de grecs, a l'Àsia Menor, entre Focea (al nord) i Milet (al sud). A l'interior, en direcció est, a no gaire distància de la costa, hi havia les ciutats de Magnèsia, Larisa, Tral·les, Alabanda i d'altres que no en formaven part. Claudi Ptolemeu la situa entre el riu Hermos (Lídia) i el Meandre (Cària), i deixa fora Focea i Milet.
Les colònies gregues jòniques a l'Àsia Menor, segons la tradició, van ser fundades després de la mort de Codros, el darrer rei de l'Àtica, cap a l'any 1044 aC o poc abans (potser el 1060 aC), però dins del segle xi aC, uns seixanta anys després de la conquesta del Peloponnès per part dels doris. Els fills de Codros, Neleu i Àndrocles, contraris a l'abolició de la monarquia i al nomenament del seu germà gran, Medont, com a arcont, van emigrar a l'Àsia amb els seus seguidors i altres colons de diferents llocs de Grècia, segons que diuen Estrabó i Pausànias. Segons el mite, els colons van foragitar o es van barrejar amb els nadius meonis, caris i pelàsgics, especialment per la manca de dones, cosa que va donar lloc a un nou poble no purament grec, però de cultura i tradició grega. Els jonis, d'altra banda, parlaven un dels grans blocs dialectals del grec antic.
Les ciutats que van fundar eren independents una de l'altra, però formaven una confederació o Dodecàpolis per a alguns temes en comú. Van ser, segons Claudi Elià i Estrabó: Focea, Èritres, Clazòmenes, Teos, Lèbedos Colofó, Efes, Priene, Miünt, Milet, Samos, Quios. Cap a l'any 700 aC, Esmirna, que fins llavors pertanyia a l'Eòlia, s'hi afilià com a tretzena ciutat.
Totes les ciutats formaven estats independents a manera de república amb un govern democràtic, i els afers comuns eren discutits a la reunió que es feia periòdicament al Paniònion, als contraforts del nord del mont Mícale, prop de Priene, no lluny de la costa. De resultes de les reunions, va sorgir al lloc una ciutat petita amb un pritaneu, on es feien les trobades. El caràcter polític de les reunions es va perdre a poc a poc, i cada vegada més es van convertir en aplecs religiosos i lúdics, on es feien jocs (les paniònies). En aquells anys de riquesa, es van crear colònies a la Mediterrània occidental (Massàlia, Empúries, Alàlia i d'altres) i a la costa de Crimea.
En temps del rei de Lídia, Giges, els lidis van atacar les colònies jòniques i les van conquerir una darrera l'altra. Amb el rei Cresos, totes les ciutats hi estaven sotmeses, però conservaven una certa autonomia. Quan Lídia caigué en mans de Cir II el Gran de Pèrsia el 557 aC, les ciutats gregues van haver de reconèixer la supremacia del rei persa, però els perses gairebé no van intervenir en els afers interns de les ciutats o de la confederació. Es limitaven a cobrar un tribut i a rebre alguns contingents militars quan hom els ho demanava, tant el rei com els sàtrapes. En aquell temps, es van establir tiranies a les ciutats, de vegades encapçalades per un magnat persa i de vegades per un grec, que n'assolia el poder absolut i que tenia el suport dels perses.
L'any 500 aC, es donaven les condicions per a una insurrecció que començà a Milet sota la direcció del seu tirà Histieu i el seu gendre Aristàgores. La Revolta Jònica, en la qual els atenesos i eretris (de l'illa d'Eubea) van ajudar els sollevats, tingué dues fases: inicialment, els rebels van ocupar i destruir la ciutat de Sardes, on residia el sàtrapa persa, però van ser derrotats en una sagnant batalla prop d'Efes. La segona fase va consistir en la progressiva reconquesta de les ciutats pels perses. El 496 aC, les ciutats havien estat reduïdes i van haver d'assistir al rei de Pèrsia en la seva expedició a Grècia per castigar els atenesos per l'ajut als rebels. En la batalla de Mícale el 479 aC, els contingents jonis van desertar de la flota persa i es van unir als grecs, i això va obrir el camí a la seva independència, que van assegurar el 469 aC en la batalla de l'Eurimedont. Les ciutats es van aliar amb Atenes, que en restà protectora davant de futurs atacs perses.
Al final de la Guerra del Peloponnès, la pau d'Antàlcides tornà a transferir la sobirania de les ciutats jòniques a Pèrsia (387 aC). Després de la conquesta de Pèrsia per Alexandre el Gran l'any 334 aC, les ciutats van romandre sota dependència del Regne de Macedònia. A la seva mort i després d'algunes lluites, les ciutats van dependre d'Antígon Monoftalm, i, el 301 aC, després de la batalla d'Ipsos, de Seleuc I Nicàtor. Derrotat el selèucida Antíoc III el Gran pels romans l'any 188 aC, el tractat d'Apamea va transferir la zona a sobirania romana.
Sota els romans, les ciutats van conservar la importància econòmica, comercial i cultural, però van perdre tota capacitat política, i es van convertir en ciutats de província.